# Artur Paciorkiewicz
Artur Paciorkiewicz (ur. 27 marca 1945 w Ursusie) – polski skrzypek kameralista.

## Życiorys
Studiował u Ireny Dubiskiej i Stefana Kamasy w Akademii Muzycznej im. F. Chopina w Warszawie. Następnie uczestniczył w kursach doskonalących muzyki kameralnej w Sienie, gdzie otrzymał dyplom z wyróżnieniem.
Od 1971 grał w Orkiestrze Kameralnej Filharmonii Narodowej pod dyrekcją Karola Teutscha. W latach 1970–1976 był członkiem Kwartetu Wilanowskiego. W 1976 współtworzył kwartet Varsowia w którym grał do 1989 (gdy został on rozwiązany). Od tego czasu jest członkiem i solistą orkiestry Sinfonia Varsovia. Za swoją działalność artystyczną Artur Paciorkiewicz w 1989 został odznaczony Złotym Krzyżem Zasługi.
Jako solista i kameralista ma na swoim koncie szereg nagrań płytowych dla takich wytwórni, jak Chant du Monde, DUX, EMI, Olympia, Pavane, RCA, Polskie Nagrania.